# Marnans
Marnans é uma comuna francesa na região administrativa de Auvérnia-Ródano-Alpes, no departamento de Isère. Estende-se por uma área de 6,6 km². Em 2010 a comuna tinha 147 habitantes (densidade: 22,3 hab./km²).